# Bill Keith
Bill Keith, (Boston, 1939. december 20. – Woodstock, 2015. október 23.) amerikai dzsesszzenész. Keith öthúros bendzsón játszott. Jelentős mértékben hozzájárult a hangszer fejlődéséhez. Az 1960-as években bemutatott bendzsójátéka hamarosan dallamos stílusként, vagy „Keith-stílusként” vált ismertté.

## Pályafutása
Keith gyermekkorában több éven át zongoraórákat vett. A country rádióműsorok hatására egyre jobban vonzódott a countryzenéhez. Az öthúros bendzsójáték különösen lenyűgözte. Mivel az Egyesült Államok északkeleti részén alig volt megfelelő bendzsótanárok, főként Pete Seeger „How to Play the Five-String Banjo” című tankönyvéből tanult. Különösen Earl Scruggs felvételei gyakorlásával fejlesztette folyamatosan stílusát.
Miközben hegedűdallamokat próbált bendzsójára átültetni, tovább is fejlesztette Scruggs-stílust. A Keith-stílusként ismert technika tette lehetővé kromatikus hangjegysorozatok lejátszását a bendzsón. Klasszikus képzettségének és a szakirodalom tanulmányozásának köszönhetően képes volt dalai tabulatúráit jegyzetfüzetben rögzíteni.
1962-ben − egy koncert után − Keithnek lehetősége nyílt személyesen megszólítania Earl Scruggs-ot, és megmutatni neki tabulatúráit. Scruggs − aki sem tabulatúrát, sem a kottát nem tudott olvasni − megkérte, hogy játsszon vele valamit. Scruggs-ot mindez annyira lenyűgözte a műve, hogy felkérte, hogy működjön közre tervezett tankönyvében.
Keith Nashville-be költözött, és Scruggs vidéki házában telepedett le. Egy Grand Ole Opry-s fellépés után Bill Monroe is megismerte Keith tehetségét, és bevette őt a The Bluegrass Boys zenekarba.
Earl Scruggs írt néhány olyan darabot, amelyekben szándékosan hangolta át a húrokat. Hogy ezt gyorsan és pontosan elvégezhesse, két kart épített a bendzsójára. Ehhez lyukakat kellett fúrnia, de ezt a megoldást meglehetősen csúnyának találta. Bill Keith ezért olyan hangolómechanizmusokat fejlesztett ki, amelyek az alsó és felső hangokat kis csavarokkal rögzítik. A cége, (a Beacon Banjo Company), a mai napig árulja ezeket a hangolókulcsokat.
Keith csak néhány hónapig maradt Bill Monroe-val. 1964-ben csatlakozott ugyanis a Jim Kweskin Jug Bandhez, majd négy évvel később a Blue Velvet Bandhez.
Stúdiózenészként is dolgozott. A folkzene felé fordult, ahol olyan zenészekkel dolgozott együtt, mint a Ian & Sylvia duó és Judy Collins. 1973-ban a Bill Monroe régi társai Peter Rowan, Richard Greene és David Grisman megalapították a Muleskinner Bandet, és elkészítették az úttörő progresszív bluegrass albumot, a „Potpourri Of Bluegrass Jam”-et.
Az 1970-es évek közepétől Keith elkezdett szólóalbumokat felvenni. Az 1980-as évek végén a Blue Velvet Band újra egyesült. Keith ezt követően stúdiózenészként dolgozott, folk- és bluegrass fesztiválokon lépett fel, és bendzsóleckéket adott.
2015-ben hunyt el.

## Albumok
- 1964: Bluegrass Instrumentals & Bill Monroe and his Blue Grass Boys
- 1969: Sweet Moments With The Blue Velvet Band
- 1973: Muleskinner: A Potpourri Of Bluegrass Jam & Muleskinner Band
- 1976: Something Auld, Something Newgrass, Something Borrowed, Something Bluegrass
- 1981: Fiddle Tunes for the Banjo
- 1984: Banjoistics
- 1991: Beating around the Bush

## Díjak
- Keith-et 2015-ben beiktatták a International Bluegrass Music Hall of Fame(wd)-be.